# Cseresnyés István (jogász)
Felsőőri és szentgyörgyvölgyi Cseresnyés István (Encsencs, 1799. – Makó, 1865. július 18.) jogász, Csongrád megyei levéltárnok.

## Életpályája
35 éven át, egészen haláláig Csanád vármegye főügyészeként szolgált. Felesége Pák Mária volt, akivel 29 évet élt házasságban. Fiuk Cseresnyés István (1837–1866) jogász, újságíró, sakkozó volt, aki apjától tanult sakkozni, aki szintén erős sakkista hírében állt.

## Műve
- Mélt. Széki Teleki József úr Csanád vármegye főispányjához, midőn fő-ispányi hivatalát felvenné Makón május 5. 1828. Szeged.